# أولاد اصبيح (أولاد اصبيح)
أولاد اصبيح هي إحدى مشيخات المملكة المغربية، تتبع جغرافيا لإقليم قلعة السراغنة وإداريًا لأولاد اصبيح. يقدر عدد سكانها بـ 6131 نسمة حسب الإحصاء الرسمي للسكان والسكنى لسنة 2004.